# Решетников, Валерий Николаевич
Вале́рий Никола́евич Реше́тников (16 сентября 1943 — 30 ноября 2020) — российский учёный. Доктор физико-математических наук, профессор, руководитель Центра визуализации и спутниковых информационных технологий Научно-исследовательского института системных исследований РАН, заведующий кафедрой «Космические телекоммуникации» МАТИ — РГТУ им. К. Э. Циолковского.

## Биография
В. Н. Решетников в 1965 окончил механико-математический факультет Московского государственного университета им. М. В. Ломоносова. После окончания в 1969 аспирантуры отделения математики МГУ преподавал на механико-математическом факультете, затем на факультете вычислительной математики и кибернетики МГУ. В 1974 защитил кандидатскую диссертацию на тему «Когомологии алгебры Ли векторных полей на многообразиях с нетривиальными коэффициентами», кандидат физико-математических наук. В 1984 защитил докторскую диссертацию, доктор физико-математических наук. С 1985 заведовал лабораторией, затем отделом информационных структур в Институте проблем кибернетики, а после его реорганизации — Центром информационных структур в Институте высокопроизводительных вычислительных систем РАН.

## Научная деятельность
В. Н. Решетникову принадлежат работы по математической теории информационного поиска, теории и методам визуализации и управления отображением информации в научных исследованиях, спутниковым информационным технологиям. Результаты этих работ нашли применение при создании видеотренажёров в таких областях, как космические и авиационные полёты, а также при проведении выборов в Государственную Думу Российской Федерации и Президента России.
Результаты работ возглавляемого В. Н. Решетниковым коллектива экспонировались на международных выставках ТЕХМАРТ-94 (ЮНЕСКО, 1994), CeBIT-96, −97 (1996, 1997), «Торгово-экономическое сотрудничество России и Италии: реалии и перспективы» (Рим), «Российская наука сегодня» (Пекин), на Международной конференции по использованию научных исследований в открытых университетах (Ханой).
В. Н. Решетниковым подготовлены 5 докторов и 9 кандидатов наук. Он — действительный член Российской академии естественных наук и Международной академии информатизации, член Совета Ассоциации по применению науки управления и информационных технологий в региональном и городском развитии (АСИТУР). Член Ученого совета НИИ системных исследований РАН, член совета по защите докторских диссертаций и двух советов по защите кандидатских диссертаций.
В. Н. Решетников являлся научным руководителем и координатором ряда проектов международного научного сотрудничества Российской академии наук. Был членом международной редакционной коллегии и заместитель главного редактора журнала «Программные продукты и системы».

## Педагогическая деятельность
Под руководством В. Н. Решетникова в составе факультета «Аэрокосмические конструкции и технологии» МАТИ — Российского государственного технологического университета им. К. Э. Циолковского создана первая в России кафедра «Космические телекоммуникации» (2000).
Создание кафедры было обусловлено необходимостью подготовки для предприятий аэрокосмической отрасли инженерных и научных кадров, обладающих теоретическими и практическими знаниями в области систем спутниковых телекоммуникаций и современных компьютерных технологий.

## Публикации
В. Н. Решетников являлся автором более 60 работ, включая статьи, книги и изобретения.

### Наиболее известные статьи
1. В. Н. Решетников, Г. В. Еременко, Е. Г. Трофимова. Метод преобразования контурного изображения из растровой в векторную форму. Труды Всесоюзного семинара «Программное обеспечение новых информационных технологий». Тверь, 1991.
2. В. Н. Решетников, А. Н. Сотников, А. Н. Терехин. Методы параллельного решения поисковых уравнений. Кибернетика и вычислительная техника, 1992, № 6.
3. В. Н. Решетников, М. В. Михайлюк. Визуализация трёхмерных сцен в реальном режиме времени. Программные продукты и системы, № 1, 1999, стр. 12—16.
4. Б. О. Любимов, Ю. И. Никитский, В. Н. Решетников. Ситуационный центр принятия решений и анализа информации. Программные продукты и системы, № 3, 1999, стр. 2—5.
5. В. Н. Решетников, Нгуен Тхань Нги. Совместные российско-вьетнамские проекты в области космической связи и космического зондирования Земли. Материалы международной научной конференции «Интеркосмос-30». Москва, 2001.
6. В. Н. Решетников, М. В. Михайлюк, М. А. Торгашев, И. А. Хураськин. Мобильные технологии синтеза и отображения видеоинформации для распределенного имитационного моделирования. Труды ИСА РАН «Фундаментальные основы информационных технологий и систем», т. 9, 2004, стр. 207—220, Москва.
7. V.N. Reshetnikov, К. А. Mamrosenko. «Algorithms and methods in allocated training systems» Proceedings of International Conference on Scientific Research in Open and Distance Education. Hanoi, Vietnam, 2008.
8. V.N. Reshetnikov, Nguyen Thanh Nghi. Internet Technologies in the Distance and Open Education // Proceedings Conference Open Distance Learning Towards Building Sustainable Global Learning Communities. Hanoi, Vietnam: The Gioi, 2010.

### Книги
1. В. Н. Решетников, А. Н. Сотников. Информатика — что это? Москва, Радио и связь, 1989.
2. В. Н. Решетников. Космические телекоммуникации (начала). Тверь, издательство ЗАО Научно-исследовательский институт «ЦентрПрограммСистем», 2009. 128 стр.
3. В. Н. Решетников, С. Б. Савилкин, А. А. Генов, В. В. Осипов. Космические телекоммуникации. Сети спутниковой связи. Под редакцией В. Н. Решетникова. Москва, ИЦ МАТИ, 2009. 102 стр.
4. А. А. Генов. Радиолокационные станции дальнего обнаружения и контроля космического пространства. Учебное пособие. Под редакцией В. Н. Решетникова. Москва, ИЦ МАТИ, 2009. 74 стр.
5. В. Н. Решетников. Космические телекоммуникации. Системы спутниковой связи и навигации. Санкт-Петербург, 2010. 134 стр.

## Признание
- Медаль «В память 850-летия Москвы» (1997).
- Орден РАЕН «За заслуги в развитии науки и экономики» I степени.
- Награждён серебряной медалью им. академика П. Л. Капицы «Автору научного открытия» РАЕН.
- Заслуженный деятель науки Российской Федерации (2003).
- За внедрение новых достижений науки в дистанционное и открытое образование награждён премией «Кристалл знаний» Комитета министров образования стран АСЕАН (2007).
- Всеукраинским фондом развития международного общения награждён орденом «За высокий профессионализм» (2008).